# Đại dịch COVID-19 tại Belize
Đại dịch COVID-19 được xác nhận đã lan sang Belize vào tháng 3/2020.

## Dòng thời gian
| COVID-19 tại Belize () Tử vong Hồi phục Đang điều trị 20202021Thg 3Thg 4Thg 5Thg 6Thg 7Thg 8Thg 9Thg 10Thg 11Thg 12Thg 1Thg 2Thg 3Thg 4Thg 5Thg 6Thg 7Thg 815 ngày gần nhất15 ngày gần nhất | COVID-19 tại Belize () Tử vong Hồi phục Đang điều trị 20202021Thg 3Thg 4Thg 5Thg 6Thg 7Thg 8Thg 9Thg 10Thg 11Thg 12Thg 1Thg 2Thg 3Thg 4Thg 5Thg 6Thg 7Thg 815 ngày gần nhất15 ngày gần nhất | COVID-19 tại Belize () Tử vong Hồi phục Đang điều trị 20202021Thg 3Thg 4Thg 5Thg 6Thg 7Thg 8Thg 9Thg 10Thg 11Thg 12Thg 1Thg 2Thg 3Thg 4Thg 5Thg 6Thg 7Thg 815 ngày gần nhất15 ngày gần nhất | COVID-19 tại Belize () Tử vong Hồi phục Đang điều trị 20202021Thg 3Thg 4Thg 5Thg 6Thg 7Thg 8Thg 9Thg 10Thg 11Thg 12Thg 1Thg 2Thg 3Thg 4Thg 5Thg 6Thg 7Thg 815 ngày gần nhất15 ngày gần nhất | COVID-19 tại Belize () Tử vong Hồi phục Đang điều trị 20202021Thg 3Thg 4Thg 5Thg 6Thg 7Thg 8Thg 9Thg 10Thg 11Thg 12Thg 1Thg 2Thg 3Thg 4Thg 5Thg 6Thg 7Thg 815 ngày gần nhất15 ngày gần nhất |
| --- | --- | --- | --- | --- |
| Ngày | Ngày | | Ca nhiễm | Tử vong |
| 2020-03-23 | 2020-03-23 | | 1(n.a.) | |
| 2020-03-24 | 2020-03-24 | | 1(=) | |
| 2020-03-25 | 2020-03-25 | | 2(+100%) | |
| ⋮ | ⋮ | | 2(=) | |
| 2020-03-30 | 2020-03-30 | | 3(+50%) | |
| ⋮ | ⋮ | | 3(=) | |
| 2020-04-03 | 2020-04-03 | | 4(+33%) | |
| 2020-04-04 | 2020-04-04 | | 4(=) | |
| 2020-04-05 | 2020-04-05 | | 5(+25%) | |
| 2020-04-06 | 2020-04-06 | | 7(+40%) | 1(n.a.) |
| 2020-04-07 | 2020-04-07 | | 7(=) | 1(=) |
| 2020-04-08 | 2020-04-08 | | 8(+14%) | 1(=) |
| 2020-04-09 | 2020-04-09 | | 9(+12%) | 1(=) |
| 2020-04-10 | 2020-04-10 | | 10(+11%) | 2(+100%) |
| 2020-04-11 | 2020-04-11 | | 13(+30%) | 2(=) |
| 2020-04-12 | 2020-04-12 | | 14(+7,7%) | 2(=) |
| 2020-04-13 | 2020-04-13 | | 18(+29%) | 2(=) |
| ⋮ | ⋮ | | 18(=) | 2(=) |
| 2020-04-19 | 2020-04-19 | | 18(=) | 2(=) |
| ⋮ | ⋮ | | 18(=) | 2(=) |
| 2020-04-23 | 2020-04-23 | | 18(=) | 2(=) |
| ⋮ | ⋮ | | 18(=) | 2(=) |
| 2020-04-27 | 2020-04-27 | | 18(=) | 2(=) |
| 2020-04-28 | 2020-04-28 | | 18(=) | 2(=) |
| 2020-04-29 | 2020-04-29 | | 18(=) | 2(=) |
| 2020-04-30 | 2020-04-30 | | 18(=) | 2(=) |
| 2020-05-01 | 2020-05-01 | | 18(=) | 2(=) |
| ⋮ | ⋮ | | 18(=) | 2(=) |
| 2020-05-05 | 2020-05-05 | | 18(=) | 2(=) |
| ⋮ | ⋮ | | 18(=) | 2(=) |
| 2020-06-05 | 2020-06-05 | | 19(+5,6%) | 2(=) |
| ⋮ | ⋮ | | 19(=) | 2(=) |
| 2020-06-09 | 2020-06-09 | | 20(+5,3%) | 2(=) |
| ⋮ | ⋮ | | 20(=) | 2(=) |
| 2020-06-15 | 2020-06-15 | | 21(+5%) | 2(=) |
| 2020-06-16 | 2020-06-16 | | 21(=) | 2(=) |
| 2020-06-17 | 2020-06-17 | | 22(+4,8%) | 2(=) |
| 2020-06-18 | 2020-06-18 | | 22(=) | 2(=) |
| 2020-06-19 | 2020-06-19 | | 22(=) | 2(=) |
| ⋮ | ⋮ | | 22(=) | 2(=) |
| 2020-06-23 | 2020-06-23 | | 23(+4,5%) | 2(=) |
| ⋮ | ⋮ | | 23(=) | 2(=) |
| 2020-06-27 | 2020-06-27 | | 24(+4,3%) | 2(=) |
| ⋮ | ⋮ | | 24(=) | 2(=) |
| 2020-07-01 | 2020-07-01 | | 28(+17%) | 2(=) |
| ⋮ | ⋮ | | 28(=) | 2(=) |
| 2020-07-04 | 2020-07-04 | | 30(+7,1%) | 2(=) |
| ⋮ | ⋮ | | 30(=) | 2(=) |
| 2020-07-10 | 2020-07-10 | | 33(+10%) | 2(=) |
| 2020-07-11 | 2020-07-11 | | 37(+12%) | 2(=) |
| ⋮ | ⋮ | | 37(=) | 2(=) |
| 2020-07-14 | 2020-07-14 | | 39(+5,4%) | 2(=) |
| 2020-07-15 | 2020-07-15 | | 39(=) | 2(=) |
| 2020-07-16 | 2020-07-16 | | 40(+2,6%) | 2(=) |
| ⋮ | ⋮ | | 40(=) | 2(=) |
| 2020-07-21 | 2020-07-21 | | 42(+5%) | 2(=) |
| ⋮ | ⋮ | | 43(=) | 2(=) |
| 2020-07-24 | 2020-07-24 | | 47(+9,3%) | 2(=) |
| 2020-07-25 | 2020-07-25 | | 48(+2,1%) | 2(=) |
| ⋮ | ⋮ | | 48(=) | 2(=) |
| 2020-08-01 | 2020-08-01 | | 48(=) | 2(=) |
| 2020-08-02 | 2020-08-02 | | 57(+19%) | 2(=) |
| ⋮ | ⋮ | | 57(=) | 2(=) |
| 2020-08-05 | 2020-08-05 | | 72(+26%) | 2(=) |
| 2020-08-06 | 2020-08-06 | | 86(+19%) | 2(=) |
| 2020-08-07 | 2020-08-07 | | 114(+33%) | 2(=) |
| 2020-08-08 | 2020-08-08 | | 146(+28%) | 2(=) |
| 2020-08-09 | 2020-08-09 | | 153(+4,8%) | 2(=) |
| 2020-08-10 | 2020-08-10 | | 154(+0,65%) | 2(=) |
| 2020-08-11 | 2020-08-11 | | 177(+15%) | 2(=) |
| 2020-08-12 | 2020-08-12 | | 210(+19%) | 2(=) |
| 2020-08-13 | 2020-08-13 | | 296(+41%) | 2(=) |
| 2020-08-14 | 2020-08-14 | | 356(+20%) | 2(=) |
| 2020-08-15 | 2020-08-15 | | 388(+9%) | 3(+50%) |
| 2020-08-16 | 2020-08-16 | | 452(+16%) | 3(=) |
| 2020-08-17 | 2020-08-17 | | 452(=) | 4(+33%) |
| 2020-08-18 | 2020-08-18 | | 475(+5,1%) | 4(=) |
| 2020-08-19 | 2020-08-19 | | 553(+16%) | 4(=) |
| 2020-08-20 | 2020-08-20 | | 605(+9,4%) | 5(+25%) |
| 2020-08-21 | 2020-08-21 | | 648(+7,1%) | 5(=) |
| 2020-08-22 | 2020-08-22 | | 668(+3,1%) | 6(+20%) |
| 2020-08-23 | 2020-08-23 | | 686(+2,7%) | 6(=) |
| 2020-08-24 | 2020-08-24 | | 713(+3,9%) | 9(+50%) |
| 2020-08-25 | 2020-08-25 | | 730(+2,4%) | 10(+11%) |
| 2020-08-26 | 2020-08-26 | | 760(+4,1%) | 11(+10%) |
| 2020-08-27 | 2020-08-27 | | 818(+7,6%) | 12(+9,1%) |
| 2020-08-28 | 2020-08-28 | | 870(+6,4%) | 12(=) |
| 2020-08-29 | 2020-08-29 | | 964(+11%) | 12(=) |
| 2020-08-30 | 2020-08-30 | | 993(+3%) | 13(+8,3%) |
| 2020-08-31 | 2020-08-31 | | 1.007(+1,4%) | 13(=) |
| 2020-09-01 | 2020-09-01 | | 1.050(+4,3%) | 13(=) |
| 2020-09-02 | 2020-09-02 | | 1.101(+4,9%) | 13(=) |
| 2020-09-03 | 2020-09-03 | | 1.118(+1,5%) | 13(=) |
| 2020-09-04 | 2020-09-04 | | 1.152(+3%) | 15(+15%) |
| 2020-09-05 | 2020-09-05 | | 1.194(+3,6%) | 15(=) |
| 2020-09-06 | 2020-09-06 | | 1.267(+6,1%) | 15(=) |
| 2020-09-07 | 2020-09-07 | | 1.307(+3,2%) | 16(+6,7%) |
| 2020-09-08 | 2020-09-08 | | 1.307(=) | 16(=) |
| 2020-09-09 | 2020-09-09 | | 1.361(+4,1%) | 16(=) |
| 2020-09-10 | 2020-09-10 | | 1.365(+0,29%) | 18(+12%) |
| 2020-09-11 | 2020-09-11 | | 1.399(+2,5%) | 19(+5,6%) |
| 2020-09-12 | 2020-09-12 | | 1.435(+2,6%) | 19(=) |
| 2020-09-13 | 2020-09-13 | | 1.458(+1,6%) | 19(=) |
| 2020-09-14 | 2020-09-14 | | 1.480(+1,5%) | 19(=) |
| 2020-09-15 | 2020-09-15 | | 1.501(+1,4%) | 19(=) |
| 2020-09-16 | 2020-09-16 | | 1.528(+1,8%) | 19(=) |
| ⋮ | | | | |
| 2020-10-19 | 2020-10-19 | | 2.813(n.a.) | 44(n.a.) |
| ⋮ | | | | |
| 2021-08-20 | 2021-08-20 | | 15.415(n.a.) | 351(n.a.) |
| ⋮ | | | | |
| 2021-08-24 | 2021-08-24 | | 15.556(n.a.) | 353(n.a.) |
| Nguồn: - Chính phủ Belize (2020). . - Tổ chức Y tế Thế giới (2020). . - Bộ Y tế Belize (2021). .                                                                                            | | | | |

### Tháng 3
Trường hợp đầu tiên của đất nước được công bố vào ngày 23 tháng 3, một phụ nữ Be đã trở về Thị trấn San Pedro từ Los Angeles, California.
Tính đến hết ngày 13 tháng 4 năm 2024, Belize ghi nhận 71,409 trường hợp nhiễm COVID-19 và 688 trường hợp tử vong.

## Phòng ngừa
Trong sự kiện gần đây, Thủ tướng Dean Barrow đã tuyên bố tình trạng khẩn cấp cho San Pedro. Cư dân của Ambergris Caye đang được kiểm dịch bắt buộc. Chỉ những công việc thiết yếu mới được phép ra đường. "Những tàu trái phép sẽ bị cấm rời hoặc đến hòn đảo." Tại thời điểm này, Bộ Y tế đang truy tìm tất cả những người có thể đã tiếp xúc với người phụ nữ Belize đã thử nghiệm dương tính với Covid-19.
Thủ tướng Dean Barrow cũng đã đóng cửa các trường học vào ngày 20 tháng 3 và nó sẽ tiếp tục vào ngày 20 tháng 4 trong khi chờ đợi bất kỳ thay đổi nào trong tình hình. Ông đã cấm tập hợp công khai hơn 25 người và ông đã đóng cửa tất cả các biên giới. Tất cả các chuyến bay đã được nối đất có hiệu lực vào ngày 23 tháng 3. Chỉ có hàng hóa mới có thể vượt qua biên giới và cập cảng bằng đường biển. Người dân vẫn được phép quay trở lại Belize nhưng cư dân sẽ không được phép rời khỏi đất nước trừ khi đó là trường hợp khẩn cấp.
Bộ trưởng Bộ Y tế yêu cầu bất cứ ai có triệu chứng giống cúm đều ở nhà, tự cách ly và gọi đường dây nóng theo số 0-800-MOH-CARE để được hướng dẫn thêm.  